# Hypochalcia decorella
Hypochalcia decorella is een vlinder uit de familie snuitmotten (Pyralidae). De wetenschappelijke naam is voor het eerst geldig gepubliceerd in 1810 door Hübner.
De soort komt voor in Europa.